# 若き日の唄は忘れじ
『若き日の唄は忘れじ』（わかきひのうたはわすれじ）は、宝塚歌劇団のミュージカル作品。
藤沢周平の小説『蟬しぐれ』（文藝春秋・文春文庫刊）を原作とする。

## 上演データ
1994年 - 1995年・星組公演
1994年2月11日から3月21日（新人公演：3月1日）に宝塚大劇場、同年6月3日から6月29日（新人公演：6月14日）に東京宝塚劇場で上演。
形式名は「ミュージカル・ロマンス」。宝塚・東京は14場。
特別出演（専科所属）は岸香織と城火呂絵。
併演は『ジャンプ・オリエント!』。
東京公演ではロンドン公演（千珠晄、出雲綾、朋舞花、貴柳みどり、真織由季、希佳、湖月わたる、久城彬、星奈優里、高央りおは休演）と洲悠花の退団のため、配役の一部の変更がある。
翌1995年2月2日から2月15日、中日劇場で麻路さきのトップお披露目公演として再演。
脚色・演出を担当した大関弘政はこの作品限りで宝塚歌劇団を退団。
当時中学生だった映美くららは修学旅行でこの作品を観劇して宝塚歌劇を志した。
2013年・雪組公演
2月に中日劇場で上演。併演は『Shining Rhythm!』。
壮一帆と愛加あゆのトップコンビお披露目公演。
8月から9月にかけてに全国ツアーで再演。併演は『ナルシス・ノアールII』。
演出は大野拓史が担当。
形式名は「ミュージカル・ロマンス」。

### 全国ツアーの公演場所
- 8月23日（金）・24日（土）・25日（日）　梅田芸術劇場メインホール（大阪府）
- 8月28日（水）　金沢歌劇座（石川県）
- 8月29日（木）　オーバード・ホール（富山県）
- 8月31日（土）・9月1日（日）　市川市文化会館（千葉県）
- 9月3日（火）　松戸・森のホール21 (千葉県)
- 9月4日（水）　和光市民文化センター（埼玉県）
- 9月5日（木）　伊勢崎市文化会館（群馬県）
- 9月7日（土）・8日（日）　ニトリ文化ホール(旧・北海道厚生年金会館)（北海道）
- 9月10日（火）　八戸市公会堂（青森県）
- 9月12日（木）　北上さくらホール（岩手県）
- 9月14日（土）　名取市文化会館（宮城県）
- 9月15日（日）・16日（月）　イズミティ21（宮城県）

## スタッフ

### 1994年
※氏名の前に「宝塚」、「東京」の文字がなければ両公演共通
- 脚本・演出 - 大関弘政
- 作曲・編曲 - 中元清純
- 編曲 - 小高根凡平
- 音楽指揮 - 宝塚：小高根凡平、東京：伊沢一郎（俳優ではない）
- 振付 - 花柳寿楽
- 剣舞 - 原義人
- 装置 - 石濱日出雄、関谷敏昭
- 衣装 - 中川菊枝、静間潮太郎
- 照明 - 勝柴次朗
- 音響 - 加門清邦
- 小道具 - 伊集院徹也
- 効果 - 川ノ上智洋
- 演出補 - 石田昌也
- 演出助手 - 東京：荻田浩一
- 装置補 - 広森守
- 衣装補 - 田口美香
- 舞台進行 - 豊田登
- 舞台監督 - 東京：佐田民夫、東京：東和始、東京：田島准、東京：郷田拓実
- 演奏 - 東京：東宝オーケストラ
- 製作担当 - 東京：横山美次
- 制作 - 岩崎文夫

## 主な配役
※不明点は「?」とする。
|              | 1994年星組   | 1994年星組   | 1994年星組   | 1994年星組   | 1995年星組 | 2013年雪組 （中日劇場） | 2013年雪組 （全国ツアー） |
| 本公演       | 本公演       | 新人公演     | 新人公演     |              | 1995年星組 | 2013年雪組 （中日劇場） | 2013年雪組 （全国ツアー） |
| 宝塚大劇場   | 東京宝塚劇場 | 宝塚大劇場   | 東京宝塚劇場 |              | 1995年星組 | 2013年雪組 （中日劇場） | 2013年雪組 （全国ツアー） |
| ------------ | ------------ | ------------ | ------------ | ------------ | ---------- | ----------------------- | ------------------------- |
| 牧文四郎     | 紫苑ゆう     | 紫苑ゆう     | 湖月わたる   | 神田智       | 麻路さき   | 壮一帆                  | 壮一帆                    |
| ふく         | 白城あやか   | 白城あやか   | 星奈優里     | 万理沙ひとみ | 白城あやか | 愛加あゆ                | 愛加あゆ                  |
| 小和田逸平   | 麻路さき     | 麻路さき     | 神田智       | 朝宮真由     | 稔幸       | 早霧せいな              | 夢乃聖夏                  |
| 島崎与之助   | 稔幸         | 稔幸         | 高央りお     | 彰かずき     | 真織由季   | 沙央くらま              | 彩風咲奈                  |
| 留伊         | 洲悠花       | 万里柚美     | 万理沙ひとみ | 陵あきの     | 万里柚美   | 透水さらさ              | 透水さらさ                |
| 石栗弥左衛門 | 岸香織       | 岸香織       | じゅんあつき | じゅんあつき | ?          | 飛鳥裕                  | 奏乃はると                |
| 登世         | 城火呂絵     | 城火呂絵     | 舞路はるか   | 舞路はるか   | 城火呂絵   | 梨花ますみ              | 梨花ますみ                |
| 加治織部正   | 一樹千尋     | 一樹千尋     | 朝宮真由     | ?            | ?          | 香綾しずる              | 香綾しずる                |
| 牧助左衛門   | 夏美よう     | 夏美よう     | 万波紫帆     | 万波紫帆     | 鞠村奈緒   | 夏美よう                | 夏美よう                  |
| 小柳甚兵衛   | 鞠村奈緒     | 鞠村奈緒     | ?            | ?            | ?          | 央雅光希                | 央雅光希                  |
| 里村         | 千珠晄       | 千秋慎       | 大洋あゆ夢   | 大洋あゆ夢   | 千秋慎     | 奏乃はると              | 蓮城まこと                |
| 武部春樹     | 英真なおき   | 英真なおき   | ?            | ?            | ?          | 蓮城まこと              | 未涼亜希                  |
| 藤次郎       | 千秋慎       | ?            | ?            | ?            | ?          | 朝風れい                | 香音有希                  |
| 山根清二郎   | 真織由季     | 絵麻緒ゆう   | 久城彬       | 大夏しづき   | 神田智     | 彩凪翔                  | 月城かなと                |
| 萩           | 羽衣蘭       | 羽衣蘭       | ?            | ?            | ?          | 星乃あんり              | 星乃あんり                |
| みつ         | 万理沙ひとみ | 万理沙ひとみ | ?            | ?            | ?          | 天舞音さら              | 天舞音さら                |
| 磯貝         | 絵麻緒ゆう   | ?            | ?            | ?            | ?          | 久城あす                | 朝風れい                  |
| 北村         | 神田智       | 神田智       | ?            | ?            | ?          | 永久輝せあ              | 煌羽レオ                  |